# ماجراهای تن‌تن (مجموعه تلویزیونی)
ماجراهای تن‌تن (به انگلیسی: The Adventures of Tintin) مجموعه پویانمایی تلویزیونی فرانسوی-کانادایی ساخته شده بر پایه ماجراهای تن‌تن و میلو، کتاب‌های کمیک مشهور نوشتهٔ هرژه است. این مجموعه در سال ۱۹۹۱، به صورت ۳۹ قسمت نیم‌ساعته در قالب سه فصل ساخته شد.

## فهرست قسمت ها
| قسمت | عنوان                    | مدت زمان | تاریخ انتشار    |
| ---- | ------------------------ | -------- | --------------- |
| ۱    | خرچنگ پنجه طلایی: قسمت ۱ | ۲۴ دقیقه | ۲ اکتبر، ۱۹۹۱   |
| ۲    | خرچنگ پنجه طلایی: قسمت ۲ | ۲۴ دقیقه | ۹ اکتبر، ۱۹۹۱   |
| ۳    | راز تک شاخ: قسمت ۱       | ۲۴ دقیقه | ۱۶ اکتبر، ۱۹۹۱  |
| ۴    | راز تک شاخ: قسمت ۲       | ۲۴ دقیقه | ۲۳ اکتبر، ۱۹۹۱  |
| ۵    | گنج «ردرکهام»            | ۲۴ دقیقه | ۳۰ اکتبر، ۱۹۹۱  |
| ۶    | سیگارهای فرعون: قسمت ۱   | ۲۴ دقیقه | ۶ نوامبر، ۱۹۹۱  |
| ۷    | سیگارهای فرعون: قسمت ۲   | ۲۴ دقیقه | ۱۳ نوامبر، ۱۹۹۱ |
| ۸    | نیلوفر آبی: قسمت ۱       | ۲۴ دقیقه | ۲۰ نوامبر، ۱۹۹۱ |
| ۹    | نیلوفر آبی: قسمت ۲       | ۲۴ دقیقه | ۲۷ نوامبر، ۱۹۹۱ |
| ۱۰   | جزیره سیاه: قسمت ۱       | ۲۴ دقیقه | ۹ دسامبر، ۱۹۹۱  |
| ۱۱   | جزیره سیاه: قسمت ۲       | ۲۴ دقیقه | ۹ دسامبر، ۱۹۹۱  |
| ۱۲   | ماجرای تورنسل: قسمت ۱    | ۲۴ دقیقه | ۱۶ دسامبر، ۱۹۹۱ |
| ۱۳   | ماجرای تورنسل: قسمت ۲    | ۲۴ دقیقه | ۲۳ دسامبر، ۱۹۹۱ |

| قسمت | عنوان                      | مدت زمان | تاریخ انتشار    |
| ---- | -------------------------- | -------- | --------------- |
| ۱    | ستاره اسرارآمیز            | ۲۴ دقیقه | ۹ ژانویه، ۱۹۹۲  |
| ۲    | گوش شکسته: قسمت ۱          | ۲۴ دقیقه | ۱۳ ژانویه، ۱۹۹۲ |
| ۳    | گوش شکسته: قسمت ۲          | ۲۴ دقیقه | ۲۰ ژانویه، ۱۹۹۲ |
| ۴    | عصای پادشاه اتوکار: قسمت ۱ | ۲۴ دقیقه | ۲۷ ژانویه، ۱۹۹۲ |
| ۵    | عصای پادشاه اتوکار: قسمت ۲ | ۲۴ دقیقه | ۳ فوریه، ۱۹۹۲   |
| ۶    | تن‌تن در تبت: قسمت ۱        | ۲۴ دقیقه | ۶ آپریل، ۱۹۹۲   |
| ۷    | تن‌تن در تبت: قسمت ۲        | ۲۴ دقیقه | ۱۳ آپریل، ۱۹۹۲  |
| ۸    | تن‌تن و پیکاروها: قسمت ۱    | ۲۴ دقیقه | ۲۰ آپریل، ۱۹۹۲  |
| ۹    | تن‌تن و پیکاروها: قسمت ۲    | ۲۴ دقیقه | ۲۷ آپریل، ۱۹۹۲  |
| ۱۰   | سرزمین طلای سیاه: قسمت ۱   | ۲۴ دقیقه | ۴ مه، ۱۹۹۲      |
| ۱۱   | سرزمین طلای سیاه: قسمت ۲   | ۲۴ دقیقه | ۱۱ مه، ۱۹۹۲     |
| ۱۲   | پرواز شماره ۷۱۴: قسمت ۱    | ۲۴ دقیقه | ۱۸ مه، ۱۹۹۲     |
| ۱۳   | پرواز شماره ۷۱۴: قسمت ۲    | ۲۴ دقیقه | ۲۵ مه، ۱۹۹۲     |

| قسمت | عنوان                        | مدت زمان | تاریخ انتشار |
| ---- | ---------------------------- | -------- | ------------ |
| ۱    | کوسه‌های دریای سرخ: قسمت ۱    | ۲۴ دقیقه |              |
| ۲    | کوسه‌های دریای سرخ: قسمت ۲    | ۲۴ دقیقه |              |
| ۳    | هفت گوی بلورین: قسمت ۱       | ۲۴ دقیقه |              |
| ۴    | هفت گوی بلورین: قسمت ۲       | ۲۴ دقیقه |              |
| ۵    | زندانیان معبد خورشید: قسمت ۱ | ۲۴ دقیقه |              |
| ۶    | زندانیان معبد خورشید: قسمت ۲ | ۲۴ دقیقه |              |
| ۷    | جواهرات کاستافیوره: قسمت ۱   | ۲۴ دقیقه |              |
| ۸    | جواهرات کاستافیوره: قسمت ۲   | ۲۴ دقیقه |              |
| ۹    | هدف کره ماه: قسمت ۱          | ۲۴ دقیقه |              |
| ۱۰   | هدف کره ماه: قسمت ۲          | ۲۴ دقیقه |              |
| ۱۱   | اکتشاف روی ماه: قسمت ۱       | ۲۴ دقیقه |              |
| ۱۲   | اکتشاف روی ماه: قسمت ۲       | ۲۴ دقیقه |              |
| ۱۳   | تن‌تن در آمریکا               | ۲۴ دقیقه |              |

## شخصیت ها

### اصلی
| شخصیت            | توضیح                             |
| ---------------- | --------------------------------- |
| تن‌تن             | خبرنگار بلژیکی                    |
| میلو             | سگ تن‌تن                           |
| کاپیتان هادوک    | دوست صمیمی تن‌تن و پروفسور تورنسل  |
| پروفسور تورنسل   | دوست صمیمی تن‌تن و کاپیتان هادوک   |
| تامسون و تامپسون | برادران دوقلو، پلیس و دوستان تن‌تن |

{|class="wikitable"

## گویندگان نسخه فارسی
تن‌‌تن : امیرهوشنگ زند
کاپیتان هادوک : نصرالله مدقالچی
پروفسور تورنسل : اصغر افضلی
دوپونت و دوپونط : کسرا کیانی و شروین قطعه‌ای
بیانکا کاستافیوره : الیزا اورامی
ردراکام و پروفسور آلن بیک : صادق ماهرو
مدیر دوبلاژ: نصرالله مدقالچی